# Deutsche Freie-Partie-Meisterschaft 1963/64

Veranstaltungsort: Düsseldorf

Die Deutsche Freie-Partie-Meisterschaft 1963/64 ist eine Billard-Turnierserie und fand vom 22. bis zum 24. Mai 1964 in Düsseldorf zum neunten Mal statt.

## Geschichte
Zum vierten Mal in Folge gewann Siegfried Spielmann den DM-Titel in der Freien Partie vor dem wieder mal Zweiten Norbert Witte. Erstmals nahmen die beiden 21-jährigen Nachwuchshoffnungen Dieter Müller und Günter Siebert an einer Deutschen Meisterschaft in der Freien Partie teil. Der Berliner Müller wurde auf Anhieb Dritter und Siebert belegte am Ende Platz vier.

## Modus
Gespielt wurde im Round-Robin-Modus bis 500 Punkte. Die Endplatzierung ergab sich aus folgenden Kriterien:
1. Matchpunkte
2. Generaldurchschnitt (GD)
3. Höchstserie (HS)

## Abschlusstabelle
| MP    | Match Points (Sieger = 2; Unentschieden = 1; Verlierer = 0) |
| Pkte. | Erzielte Karambolagen                                       |
| Aufn. | Benötigte Versuche                                          |
| GD    | Generaldurchschnitt                                         |
| BED   | Bester Einzeldurchschnitt eines Spielers                    |
| HS    | Höchstserie                                                 |
|       | Bester GD des Turniers                                      |
|       | Bester ED des Turniers                                      |
|       | Beste HS des Turniers                                       |
|       | 1. Platz (Gold)                                             |
|       | 2. Platz (Silber)                                           |
|       | 3. Platz (Bronze)                                           |

| Klassement                 | Klassement                               | Klassement | Klassement | Klassement | Klassement | Klassement | Klassement |
| Platz                      | Name                                     | MP         | Pkte.      | Aufn.      | GD         | BED        | HS         |
| -------------------------- | ---------------------------------------- | ---------- | ---------- | ---------- | ---------- | ---------- | ---------- |
| 1                          | Siegfried Spielmann (Düsseldorf)         | 12:0       | 3000       | 80         | 37,50      | 100,00     | 257        |
| 2                          | Norbert Witte (Oberhausen)               | 10:2       | 2915       | 76         | 38,35      | 55,55      | 294        |
| 3                          | Dieter Müller (Berlin)                   | 6:6        | 2327       | 90         | 25,83      | 71,42      | 249        |
| 4                          | Günter Siebert (Unna)                    | 6:6        | 1992       | 90         | 22,13      | 38,46      | 276        |
| 5                          | Hartmut Burwig (Berlin)                  | 4:8        | 1984       | 117        | 16,95      | 20,83      | 163        |
| 6                          | Matthias Metzemacher (Bergisch Gladbach) | 2:10       | 2124       | 101        | 21,02      | 31,25      | 323        |
| 7                          | Hans Ritschel (München)                  | 2:10       | 2475       | 124        | 19,95      | 26,31      | 175        |
| Turnierdurchschnitt: 24,80 |                                          |            |            |            |            |            |            |